# 178 v. Chr.
Portal Geschichte | Portal Biografien | Aktuelle Ereignisse | Jahreskalender | Tagesartikel

◄ |
3. Jahrhundert v. Chr. |
2. Jahrhundert v. Chr. |
1. Jahrhundert v. Chr. |
►

◄ | 190er v. Chr. | 180er v. Chr. | 170er v. Chr. | 160er v. Chr. |
150er v. Chr. |
►

◄◄ | ◄ | 181 v. Chr. | 180 v. Chr. | 179 v. Chr. | 178 v. Chr. |
177 v. Chr. |
176 v. Chr. |
175 v. Chr. |
► |
►►
Staatsoberhäupter

## Ereignisse
- Der Hafen Ancona wird im illyrischen Krieg besetzt.
- Konsul Aulus Manlius Vulso führt eigenmächtig einen römischen Feldzug gegen die Histrier.